# Duh vremena
Duh vremena ili Zeitgeist (njem. Zeit, vrijeme, Geist, duh) označava općenito prevlađujuće intelektualno težište, odnosno uvjerenja, ideje, mišljenja i poglede na život tijekom određene epohe koje određuju sociološku, kulturološku i vjersku klimu te načela ponašanja i etiku određenoga povijesnog razdoblja.
Izraz Zeitgeist izvorno je bio čisto znanstvene prirode. Postao je poznat kroz rad filologa Johanna Gottfrieda Herdera, a filozof Christian Adolph Klotz ga je koristio godine 1760. u svom radu Genius seculi. 
Njemačka riječ Zeitgeist kao posuđenica preuzeta je u engleski, nizozemski, španjolski i japanski jezik.